# Кировская (станция метро, Нижний Новгород)
«Ки́ровская» — 9-я станция Нижегородского метрополитена. Расположена на Автозаводской линии, между станциями «Комсомольская» и «Парк культуры».

## История и происхождение названия
Открытие станции состоялось 15 ноября 1989 года в составе третьего пускового участка Автозаводской линии Нижегородского метрополитена «Комсомольская — Парк культуры».
Своё название получила по одноимённому проспекту, названному в честь Сергея Мироновича Кирова.

## Вестибюли и пересадки
Имеет два подземных вестибюля для входа и выхода пассажиров.

## Расположение
Станция расположена в Автозаводском районе, на границе микрорайонов Соцгород и Автозавод.

## Расположенные у метро объекты
- Главная проходная ГАЗ
- Автомеханический техникум
- Торговый центр О’КЕЙ

## Привязка общественного транспорта
Возле станции «Кировская» проходит несколько маршрутов городского общественного транспорта:

### Автобусные маршруты
| №  | Пересадки                                                                                       | Конечный пункт 1            | Следует по улицам | Конечный пункт 2       |
| -- | ----------------------------------------------------------------------------------------------- | --------------------------- | --- | ---------------------- |
| 20 | Пролетарская Автозаводская Комсомольская Парк Культуры                                          | Улица Деловая               | ул. Родионова, ул. Бринского, ул. Н. Сусловой, ул. Ванеева, ул. Белинского, пл. Лядова, пл. Комсомольская, ул. Молитовская, ул. Голубева, пер. Вайгач, ул. Баумана, ул. Памирская, ул. Г. Успенского, ул. Нахимова, пр. Ленина, пл. Киселёва, ул. Веденяпина, ул. Лескова, ул. Я. Купалы, ул. Коломенская, ул. Минеева, ул. Патриотов, ул. Ореховская, ул. Безводная | Стригино               |
| 31 | Пролетарская Автозаводская Комсомольская Парк культуры                                          | пос. Нагулино               | ул. Новополевая, ул. Рельсовая, ул. Ореховская, ул. Гайдара, Южное шоссе, ул. Веденяпина, пл. Киселёва, пр. Ленина, ул. Переходникова, пр. Бусыгина, ул. Ермоловой | пос. Парижской Коммуны |
| 40 | Горьковская Заречная Двигатель Революции Пролетарская Автозаводская Комсомольская Парк культуры | Верхние Печёры              | ул. Родионова, пл. Минина и Пожарского, ул. Варварская, пл. Свободы, ул. Горького, пл. Горького, пл. Лядова, пл. Комсомольская, пр. Ленина, ул. Веденяпина, Южное шоссе | микрорайон «Юг»        |
| 54 | Автозаводская Комсомольская                                                                     | «Автозаводская»             | пр. Ленина, пр. Ильича, ул. Краснодонцев, пр. Молодёжный | с/х «Доскино»          |
| 56 | Заречная Двигатель Революции Пролетарская Автозаводская Комсомольская Парк культуры             | Завод «Красное Сормово»     | ул. Коминтерна, ул. Страж Революции (назад — ул. 50 лет Победы), пр. Героев, Комсомольское шоссе, пр. Ленина, пр. Молодёжный | Стригино               |
| 63 | Пролетарская Автозаводская Комсомольская Парк культуры                                          | мкр. Юг                     | бульвар Южный, ул. Шнитникова, ул. Веденяпина, пл. Киселёва, пр. Ленина, Мызинский мост, пр. Гагарина, ул. 40-лет Октября, ул. Шатковская, ул. Полярная, ул. академика Сахарова, ул. Рокоссовского, ул. Ивлиева | ТЦ «Жар-Птица»         |
| 68 | Горьковская Пролетарская Автозаводская Комсомольская Парк культуры                              | Площадь Минина и Пожарского | ул. Варварская, пл. Свободы, ул. Горького, пл. Горького, пл. Лядова, пр. Гагарина, Мызинский мост, пр. Ленина, ул. Лескова, ул. Орбели | Улица Космическая      |
| 77 | Пролетарская Автозаводская Комсомольская Парк культуры                                          | Автовокзал «Щербинки»       | пр. Гагарина, Мызинский мост, пр. Ленина, пл. Киселёва, ул. Веденяпина, Южное шоссе, ул. Янки Купалы, ул. Коломенская, ул. Мончегорская, ул. Космическая | Улица Космическая      |

- Маршрутное такси:
  - № т13 «Пл. Революции — мкр. Юг»
  - № т40 «Ул. Усилова — мкр. Юг»
  - № т59 «ЖК „Торпедо“ — Красное сормово»
  - № т67 «метро „Стрелка“ — пр. Ленина — ул. Космическая»
  - № т97 «ТЦ „Лента“ — Мостоотряд»

#### Пригородные и междугородние
| №   | Конечный пункт 2               |
| --- | ------------------------------ |
| 202 | А/С «Дзержинск»                |
| 307 | мкр. Западный-1 (г. Дзержинск) |
| 370 | ЖК «Окский берег»              |

### Трамвайные маршруты
| №   | Пересадки                                                      | Конечный пункт 1  | Следует по улицам | Конечный пункт 2 |
| --- | -------------------------------------------------------------- | ----------------- | --- | ---------------- |
| 8   | Пролетарская Автозаводская Комсомольская Парк культуры         | Улица Игарская    | ул. Новикова-Прибоя, пр. Ленина, пл. Киселёва, ул. героя Смирнова, ул. Минеева, ул. Патриотов, ул. Ореховская, ул. Рельсовая                                                          | Гнилицы          |
| 22  | Автозаводская Комсомольская                                    | «Автозаводская»   | пр. Ленина, пр. Кирова, ул. Строкина | Улица Строкина   |
| 417 | Московская Чкаловская Пролетарская Автозаводская Комсомольская | Московский вокзал | ул. Чкалова, ул. Обухова, ул. Климовская, ул. Зелёная, ул. Дружбы, ул. Аксакова, ул. Новикова-Прибоя, ул. Переходникова, пр. Ленина, пр. Кирова, ул. Красных Партизан, пр. Молодёжный | 52 квартал       |

### Троллейбусные маршруты
| №  | Пересадки                                              | Конечный пункт 1 | Следует по улицам | Конечный пункт 2      |
| -- | ------------------------------------------------------ | ---------------- | --- | --------------------- |
| 2  | Пролетарская Автозаводская Комсомольская Парк культуры | Улица Минеева    | ул. Лескова, пл. Киселёва, пр. Ленина, ул. Переходникова, ул. Дьяконова                                                                                 | Дворец бракосочетания |
| 11 | Пролетарская Автозаводская Комсомольская               | «Пролетарская»   | пр. Ленина, пр. Ильича, пр. Октября, ул. Раевского, ул. Плотникова, ул. Краснодонцев, ул. Комсомольская (обратно — пр. Октября, пр. Ильича, пр. Ленина) | мкр. Соцгород-2       |
| 12 | Пролетарская Автозаводская Комсомольская Парк культуры | «Пролетарская»   | пр. Ленина, пл. Киселёва, ул. Веденяпина, Южное шоссе, ул. А. Гайдара                                                                                   | Улица Патриотов       |

     маршрут работает только в будние дни в «часы-пик»

## Техническая характеристика
Станция колонная трёхпролётная мелкого заложения.

## Архитектура и оформление
Путевые стены станции отделаны мрамором тёмных тонов, сверху и снизу окаймлёнными белым мрамором. Колонны квадратной формы из белого мрамора со вставками из серого мрамора. Пол выложен бежевым мрамором и серым гранитом. «Кировская» — одна из двух станций Нижегородского метрополитена, название которой на путевых стенах выложено из мрамора (аналоговая технология применена на станции «Канавинская»). В 2014 году на станции были заменены интервальные часы. Новые интервальные часы большого размера, как на «Горьковской», и могут измерять интервал до 19 минут 59 секунд, в то время как старые часы могли измерять интервал только до 9 минут 59 секунд.

## Галерея

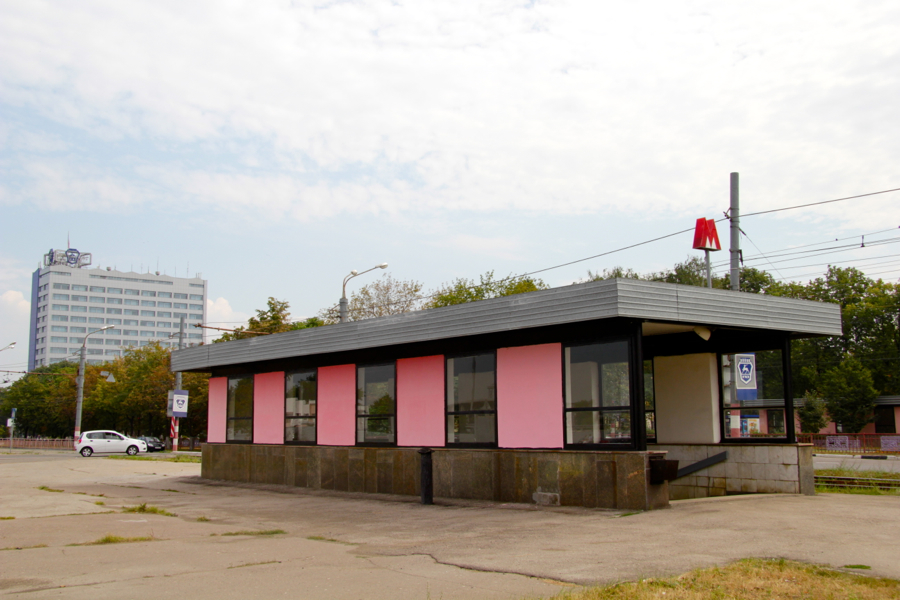
Вход на станцию
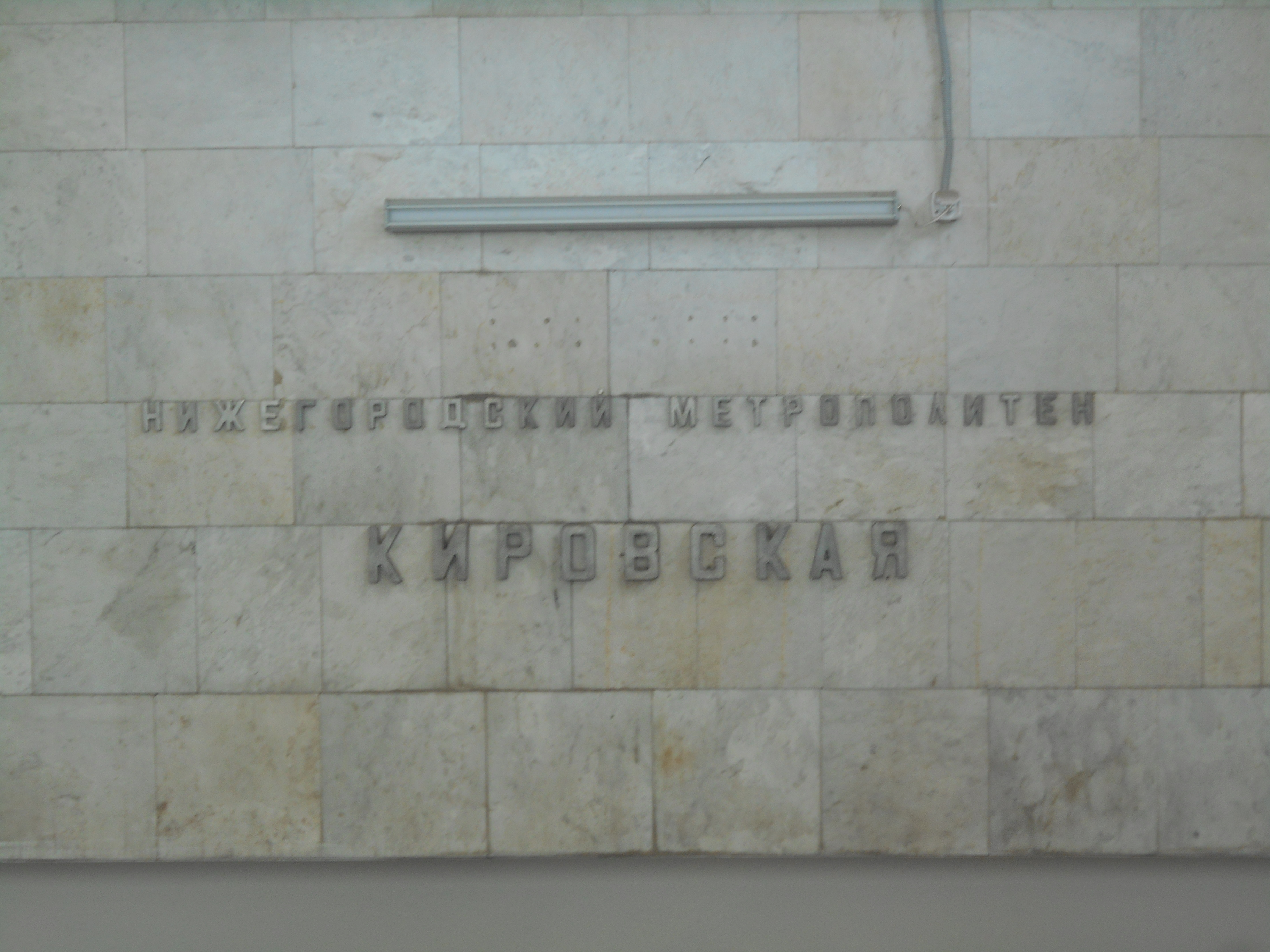
Название станции и метрополитена
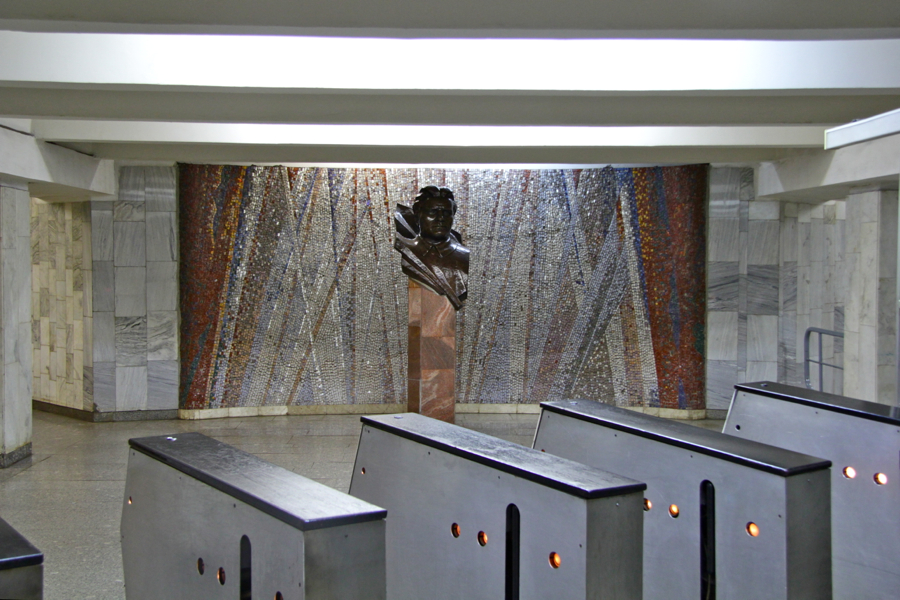
Бюст С.М. Кирова
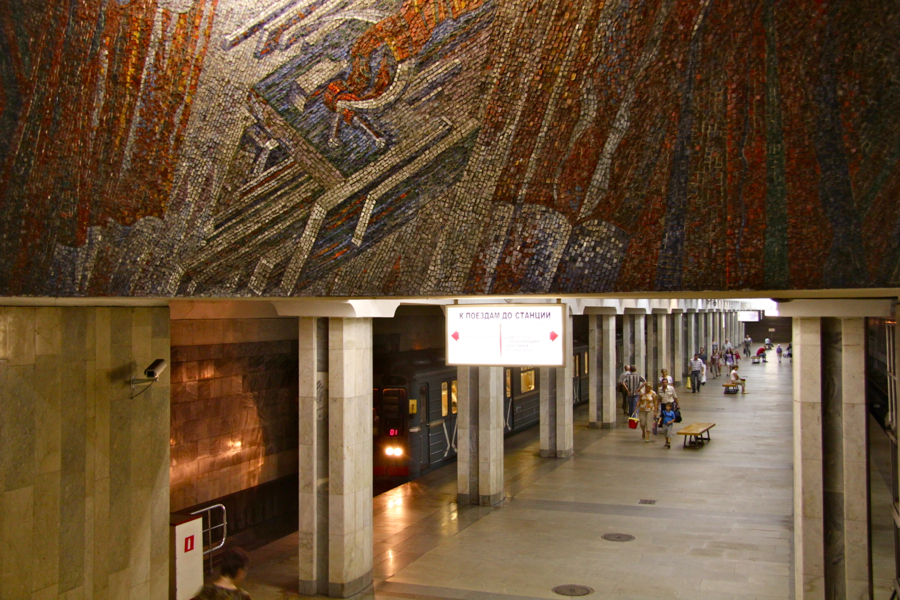
Мозаика над спуском на платформу
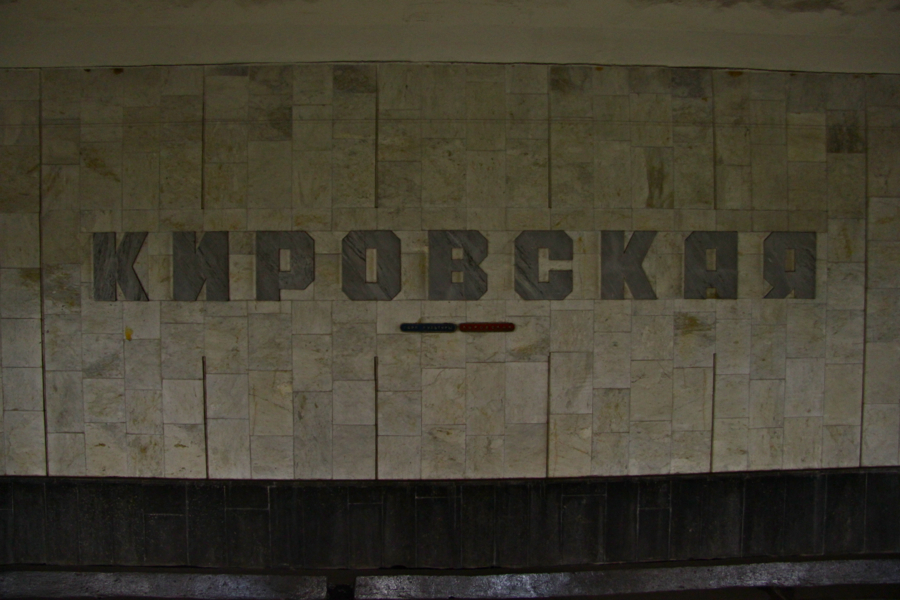
Название станции на путевой стене
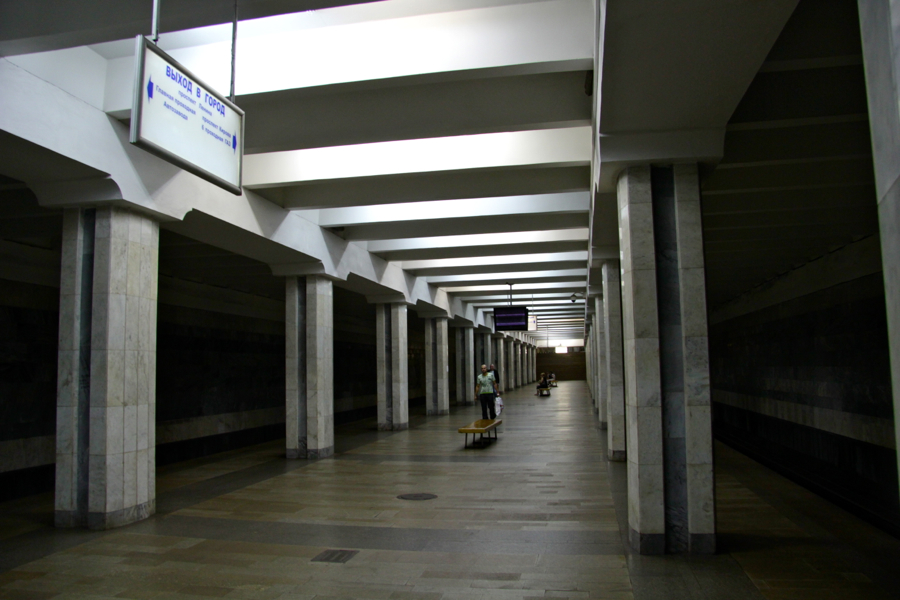
Посадочная платформа